# Johann Caspar Posner

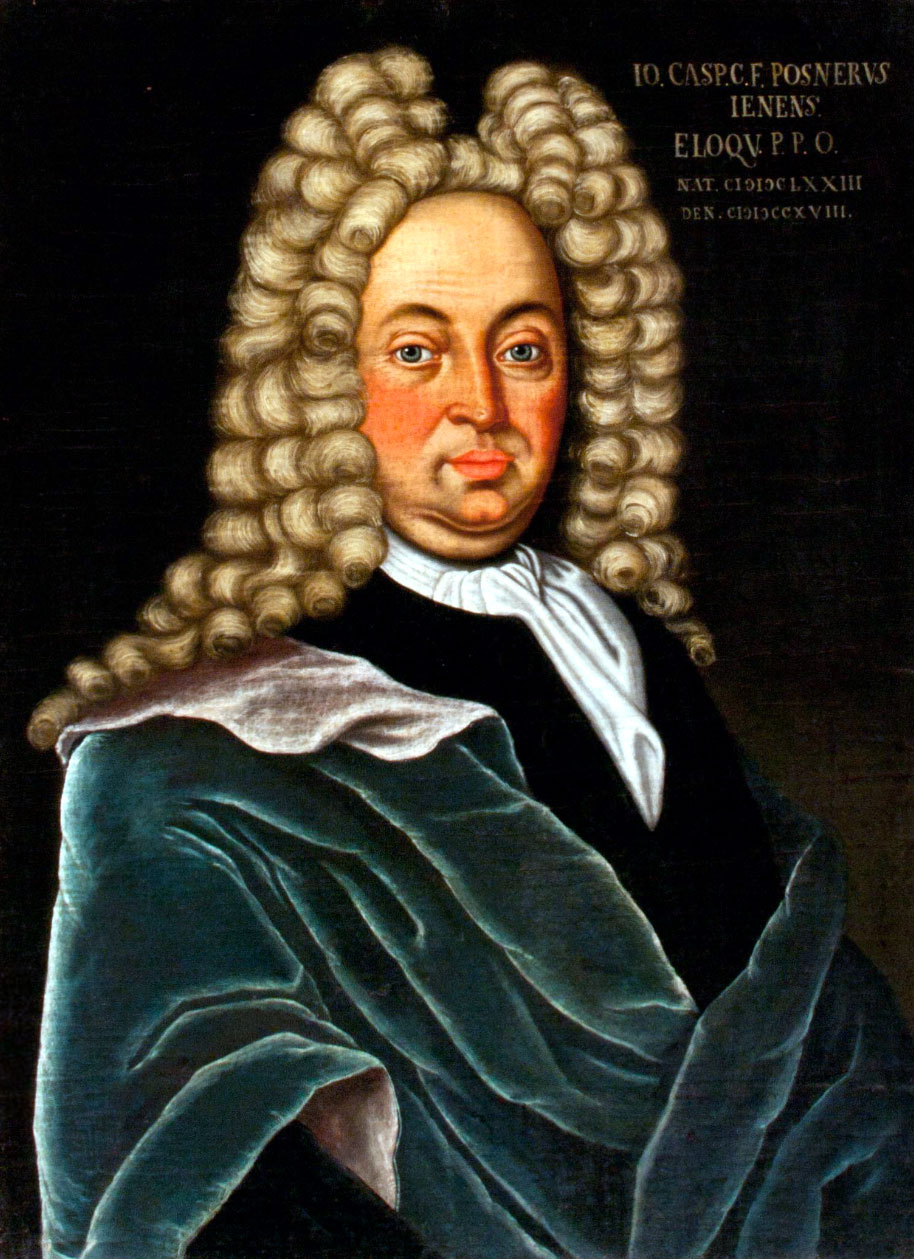
Johann Caspar Posner

Johann Caspar Posner, auch Poßner, Possner (* 31. Dezember 1670 in Jena; † 23. Oktober 1718 ebenda), war ein deutscher Physiker und Rhetoriker.

## Leben
Posner war ein Sohn des Jenaer Physikprofessors Caspar Posner und dessen zweiter Frau Katharina Dorothea Zopf. Er hatte anfänglich Privatunterricht erhalten und bezog 1684 das Gymnasium Rutheneum in Gera. Hier wurden der Rektor Johann Friedrich Köber (* 14. Dezember 1634 in Gera; † 9. Januar 1696 ebd.), der Konrektor Johann Wendler (get. 19. Juli 1649 in Moderwitz; † 21. Mai 1694 in Gera) und Johann Hiezschold seine Lehrer. Ab dem 18. September 1689 studierte er an der Universität Jena u. a. bei Johann Franz Buddeus, Johann Andreas Schmidt, Georg Albrecht Hamberger, Günther Christoph Schelhammer, Georg Schubart, Johann Andreas Danz, Friedemann Bechmann und Johann Wilhelm Baier.
1695 erwarb er den akademischen Grad eines Magisters der philosophischen Wissenschaften und beteiligte sich anschließend am Vorlesungsbetrieb der Jenaer Salana. 1699 wurde er als Adjunkt an der philosophischen Fakultät aufgenommen. Nach dem Tod seines Vaters übernahm er am 29. Mai 1700 dessen Professur der Physik. Am 9. Mai 1705 wechselte er auf die Professur der Rhetorik. Zudem beteiligte er sich auch an den organisatorischen Aufgaben der Jenaer Hochschule. So war er einige Male Dekan der philosophischen Fakultät und in den Sommersemestern 1710 sowie 1718 Rektor der Alma Mater.
Posner hatte sich mit Christina Sibylla Backhaus (Backhus), Tochter des Lic. jur Hieronymus Backhaus († 12. Juni 1711) und dessen Frau Anna Sibylla Breithaupt, verheiratet. Von den Kindern dieser Ehe kennt man die Töchter Christina Dorothea Posner, Johanna Friederica Posner, Susanna Catharina Posner und den Sohn Christian Franz Posner († 14. Februar 1776 in Jena), der Notar und herzoglich sächsisch-weimarischer Amtsadvokat in Jena wurde.

## Werke (Auswahl)
- Fasciculus dissertationum philologicarum et philosophicarum de chao mundi orgine. Jena 1698.
- Exercitatio de Ecstasi. Jena 1699.
- Prolusio de phoenice. Jena 1700.
- Dialogi germanici de fulmine Camburgensi. 1701 (unter dem Namen Jani Cassii Posneri).
- Pericula juvenilia de ecstast. Jena 1702.
- Oratio de emendationis Scripturarum a Luthero susceptae dignitate. Jena 1717.
- Eloquentia academica. Jena 1718.
- De Styli latini cultura commentatio. Jena 1731 (von Johann Adam Löwe herausgegeben, digital.slub-dresden.de, mit Vita).